# Луганська ТЕС
Луганська теплова електростанція (колишня Ворошиловградська ДРЕС) розташована в місті Щастя поблизу Луганська. Має шість діючих і два законсервовані енергоблоки, що вичерпали свої проєктні ресурси.
Була однією з перших потужних станцій СРСР у системі «Донбасенерго».
Електростанція під'єднана до енергосистеми за допомогою двох ЛЕП 220кВ, також десять ЛЕП 220кВ відключені.

## Історія створення

Будівельний майданчик станції

Історія підприємства сягає 1950 року, коли була створена комісія для визначення майданчика майбутнього будівництва. Роботи щодо будівництва електростанції розпочалися після виходу постанови уряду СРСР про будівництво ВДРЕС 23 вересня 1952. Створення потужної електростанції саме у вуглевидобувному регіоні було зумовлено дефіцитом енергії у відновлюваному після війни Донбасі. Одночасно зі спорудженням станції будувалося і майбутнє селище енергетиків.
30 вересня 1956 було запущено перший турбогенератор потужністю 100 мВт. Напередодні 1957 було введено в дію другий турбогенератор аналогічної потужності. Впродовж 1957–1958 років було завершено будівництво першої черги електростанції (було змонтовано ще п'ять турбогенераторів) і в 1958 році потужність станції становила вже 700 МВт. Фактично за рік було змонтовано 4 турбогенератори та 7 котлів загальною продуктивністю 1 610 тонн пари на годину, що вважалося визначним досягненням — в листопаді 1958 підключили до мережі шостий блок потужністю 100 тис. кВт, в кінці грудня — сьомий блок такої ж потужності.
Результатом будівництво другої черги станції було введення протягом 1963–1964 восьми енергоблоків, кожний потужністю по 200 мВт. Остаточно будівництво станції завершилося в 1969. Потужність станції на той час становила 2,3 млн. кВт-год., що дозволило їй стати найпотужнішою станцією в Радянському Союзі та Європі.
Збільшення виробничих потужностей за рахунок введення в дію енергоблоків на 200 мВт дало змогу знизити вартість 1 кіловату електроенергії на 21% та витрат палива на 20%. За цим самим принципом відбувалось нарощування потужностей й на інших теплоелектростанціях.

## Модернізація
В 1990-х почався період зниження навантаження усіх енергоблоків через недостатнє фінансування на відновлення виробничих потужностей. Через низьку якість твердого палива, що поставлялося на підприємство, довелося знизити потужність блоків на 200 до 175 мВт.
В квітні 2002 Луганська ТЕС разом із Зуївською та Курахівською увійшла до складу підприємства «Техремпостачання», яке здало її в оренду ТОВ «Східенерго». Під час капітальної реконструкції 2004–2007 на станції було відремонтовані чотири енергоблоки, внаслідок чого були збільшені потужності кожного з них з 175 до 200 мВт. Луганська ТЕС стала першою електростанцією на території України та СНД, де було успішно проведено відновлення проектної потужності енергоблоків.

## Досягнення

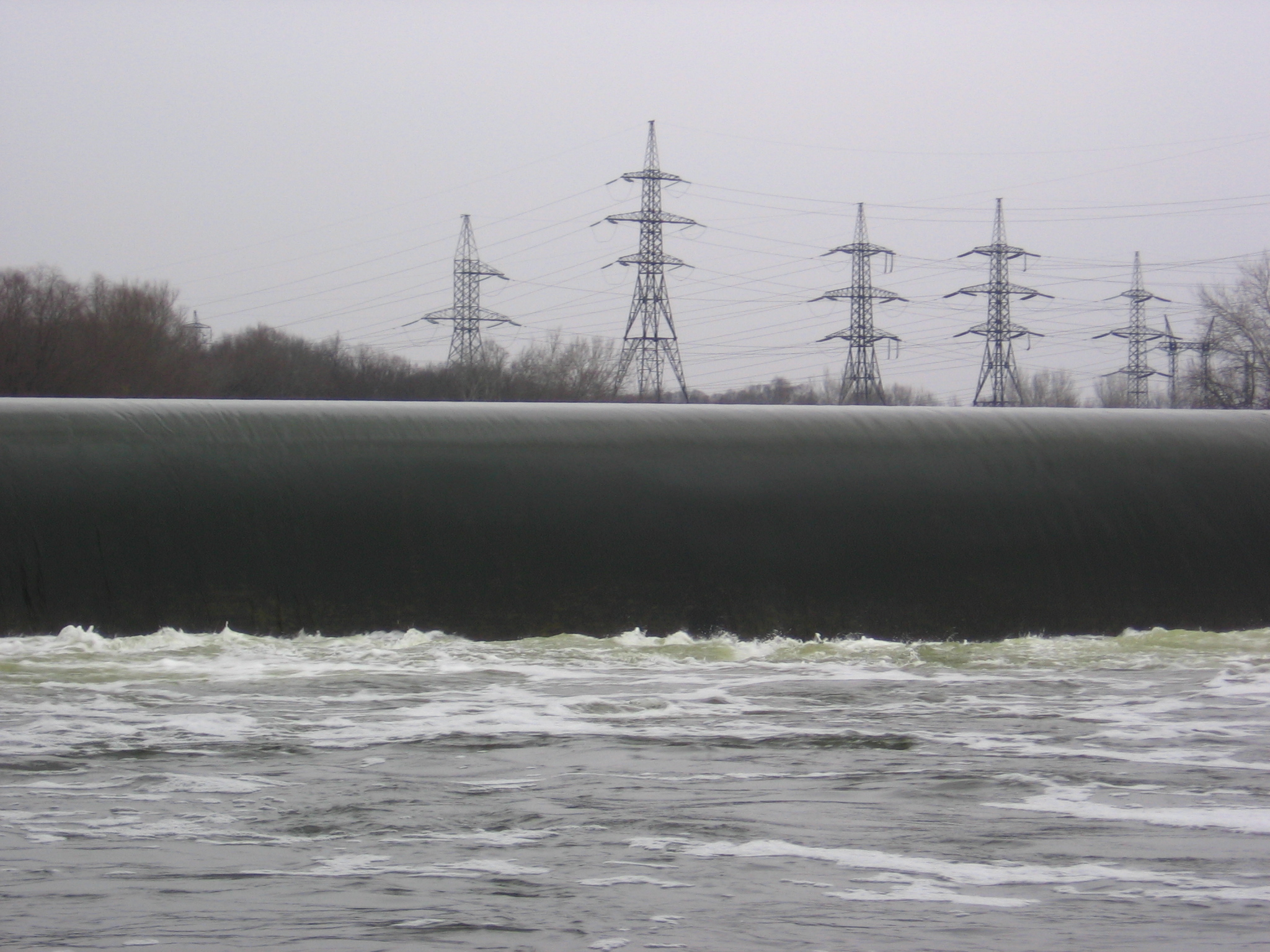
Дамба для електростанції на Сіверському Дінці

Протягом 2008–2010 років станція стабільно входила до трійки станцій-найбільших виробників електроенергії. У 2008 році станція була третьою, поступаючись Бурштинській та Криворізькій ТЕС, 2009 та 2010 роках станція займала друге місце, поступаючись першою сходинкою Бурштинській та Криворізькій станціям відповідно.
У 2008 енергоблоки № 9, 15 і 14 за коефіцієнтом використання встановленої потужності зайняли перше, друге та четверте місця відповідно серед 88 теплових енергоблоків України потужністю понад 150 мВт.
У 2009 станція за коефіцієнтом використання встановленої потужності поступалась лише Зуївській ТЕС, а у 2010 — була лідером з показником 64,2%.

## Екологія
Луганська ТЕС є лідером серед підприємств області за викидами шкідливих речовин в атмосферу. Частка викидів станції в атмосферу становить 97% викидів усіх підприємств Луганська та 25% викидів підприємств Луганської області. Причиною високого рівня викидів за словами керівництва станції є вік станції, використання палива низької якості та низький рівень сплати споживачів за електроенергію.
Протягом 2009–2010 об'єм шкідливих викидів в атмосферу збільшився на 12,957 тис. тонн через зростання об'ємів виробництва. Проте було зменшено викиди сіркового ангідриду за рахунок використання якіснішого палива з меншим вмістом сірки.

## Російсько-українська війна

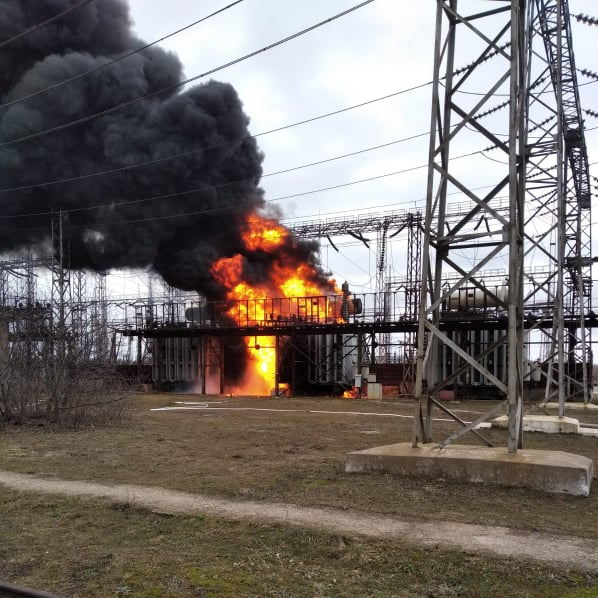
Палаючі трансформатори після обстрілу 22 лютого 2022 року

17 вересня 2014 проросійські терористи обстріляли ТЕС, пошкоджено трансформатор, почалася пожежа, загорілося трансформаторне мастило. Електростанція автоматично відключилася, що призвело до знеструмлення населених пунктів на півночі Луганської області. Інформації про постраждалих в результаті обстрілу і пожежі немає; співробітники станції укриваються у бомбосховищі.
У квітні 2017 року блоки Луганської ТЕС синхронізовано з ОЕС України по двом ПЛ 110 кВ, Сватово – Курилівка та Сіль – Бахмут. Як наслідок пошкоджень ПЛ 220 кВ північної частини
Луганської області надійність видачі Луганської ТЕС станом на 2020 рік залишається низькою.
21 лютого 2022 року через обстріли російських гібридних сил ТЕС повністю зупинилася, і Щастя залишилося без електроенергії, водо- і теплопостачання. Наступного дня ТЕС обстріляли знов, внаслідок чого загорілися трансформатори.